# Поезд Деда Мороза
По́езд Де́да Моро́за — специализированный железнодорожный состав на паровозной, электровозной или тепловозной тяге из 21 вагона с «передвижной резиденцией Деда Мороза», путешествующий с 2021 года по России. Поезд формируется «на родине» Деда Мороза в Великом Устюге Вологодской области, курсирует с октября по январь по 130 городам России для массового празднования Нового года на станциях пребывания. В составе Поезда Деда Мороза, помимо его «передвижной резиденции», находятся вагоны с интерактивными зонами, «Сказочная деревня», вагоны для проведения игр и новогодних квестов, вагон-лавка с сувенирами, вагон-ресторан с северной кухней, фото-купе, технические вагоны для персонала.

## История

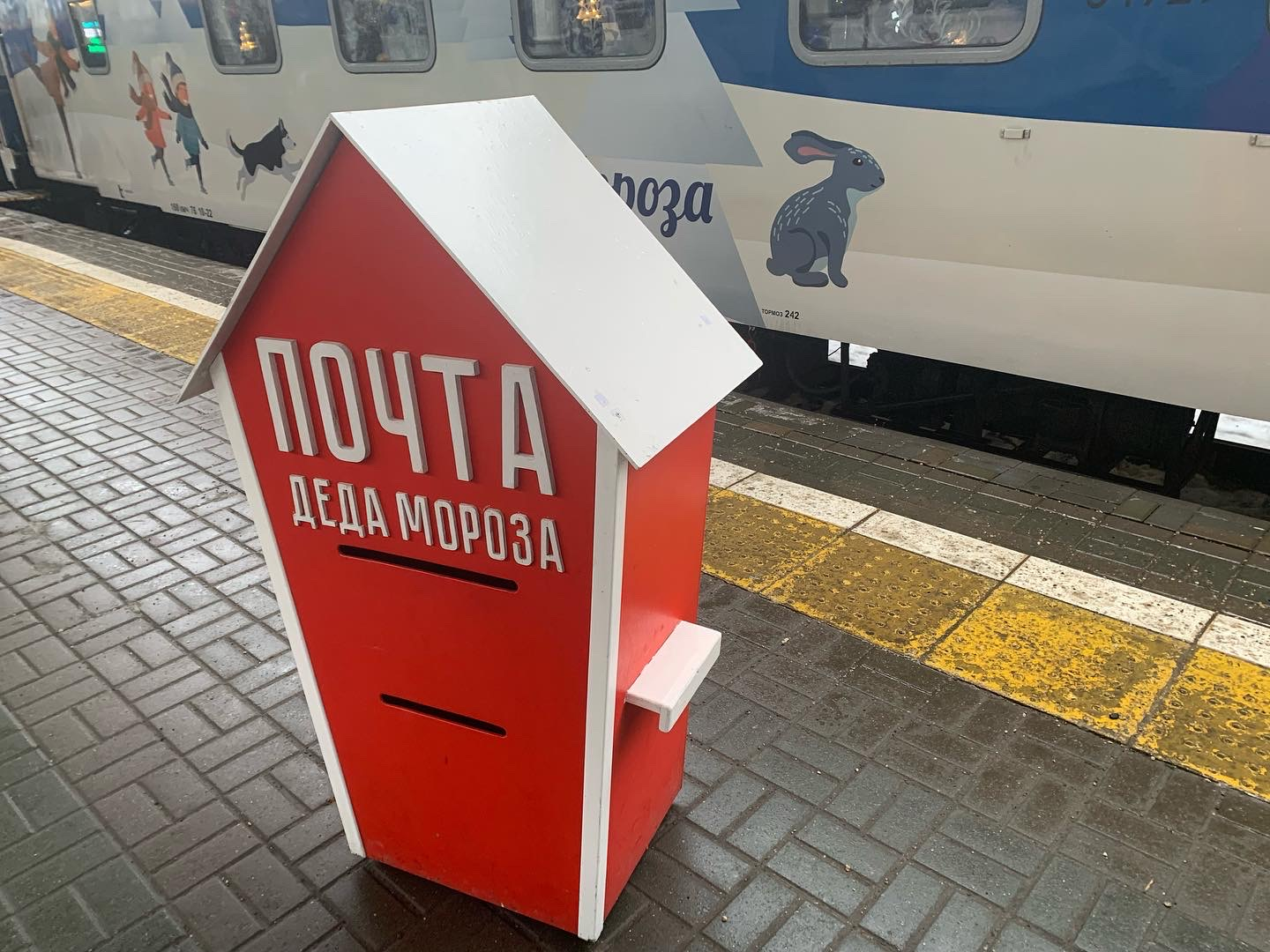
Почта Поезда Деда Мороза

Впервые Поезд Деда Мороза отправился из Великого Устюга в 2021 году для празднования Нового года в отдалённых регионах и городах России, жителям которых сложно посетить «постоянную резиденцию Деда Мороза» в Великом Устюге из-за больших расстояний. Творческим персоналом поезда являются всероссийские Дед Мороз из Великого Устюга, Снегурочка из Костромы, коллектив артистов и аниматоров, изображающих сказочных персонажей — Тётушка Аушка, Дед Трескун, гном, кролики, тигр, снеговик и шуршик. Во всех городах и на всех станциях пребывания «зимние волшебники» устраивают праздничную программу, игры, танцы и поздравления. Посетить Поезд Деда Мороза, увидеть его сказочных персонажей на станциях, вокзалах, привокзальных площадях и принять участие в играх с ними бесплатно могут все желающие, на часть услуг с проездом в поезде и получением подарков требуются билеты. После завершения передвижного празднования Нового года в январе каждого сезона Поезд Деда Мороза прибывает в Карелию, где на платформе Морозная станции Сортавала становится экспозиционным объектом до нового отправления в октябре следующего зимнего сезона.
В сезоне 2021—2022 года Поезд Деда Мороза проехал свыше 15 тыс. км и посетил 36 городов, в праздничных мероприятиях поезда на станциях и вокзалах приняли участие около 200 тыс. человек, из них около 10 тыс. совершили поездку на самом поезде. Во втором сезоне 2022—2023 года поезд 23 октября отправился в трёхмесячное путешествие по России из Великого Устюга до Владивостока и самой крайней точки железных дорог России — станция Тихоокеанская в Находке. Общая протяжённость пути в оба конца — 33 тыс. км. Маршрут поезда пролегает через города БАМа и Транссиба, европейскую часть России, Сочи, Санкт-Петербург и Москву, предусматривает 200 остановок.
В третьем сезоне 2023—2024 года Поезд отправился 11 ноября из Великого Устюга, за 64 дня поезд посетит более 80 городов в разных регионах России, проедет более 32 тыс. км и завершит маршрут в Великом Устюге 13 января 2024 года. Всего за 2 года путешествий поезда в празднованиях приняли участие более 900 тыс. человек более чем в 150 российских городах.
В четвёртом сезоне 2024—2025 года поезд отправился в город Тайшет, который является нулевым километром Байкало-Амурской магистрали. Поезд прохал по Байкало-Амурской магистрали, побывал в Сибири, на Дальнем Востоке и Урале, посетил Русский Север и даже остров Сахалин.

### Стационарная экспозиция
С февраля 2022 года часть вагонов была размещена на импровизированной платформе Морозная станции Сортавала. 23 февраля открылась статическая экспозиция "Поезд Деда Мороза" и работала на площадке в течение двух лет. За это время её посетило свыше 33 тысяч человек. Экспозиция возобновляет свою работу после завершения путешествия поезда и приостанавливает её в начале осени для подготовки к новому путешествию. 
В 2024 году статическая экспозиция переместилась на станцию Морозная рядом с селом Хелюля.

## Сотрудники
Поезд обслуживает команда железнодорожников из более 100 работников — техники, ремонтники, машинисты, начальники поезда, проводники, административный персонал, охранники, сотрудники буфета и ресторана, осветители и другие.

## Галерея 2022 года

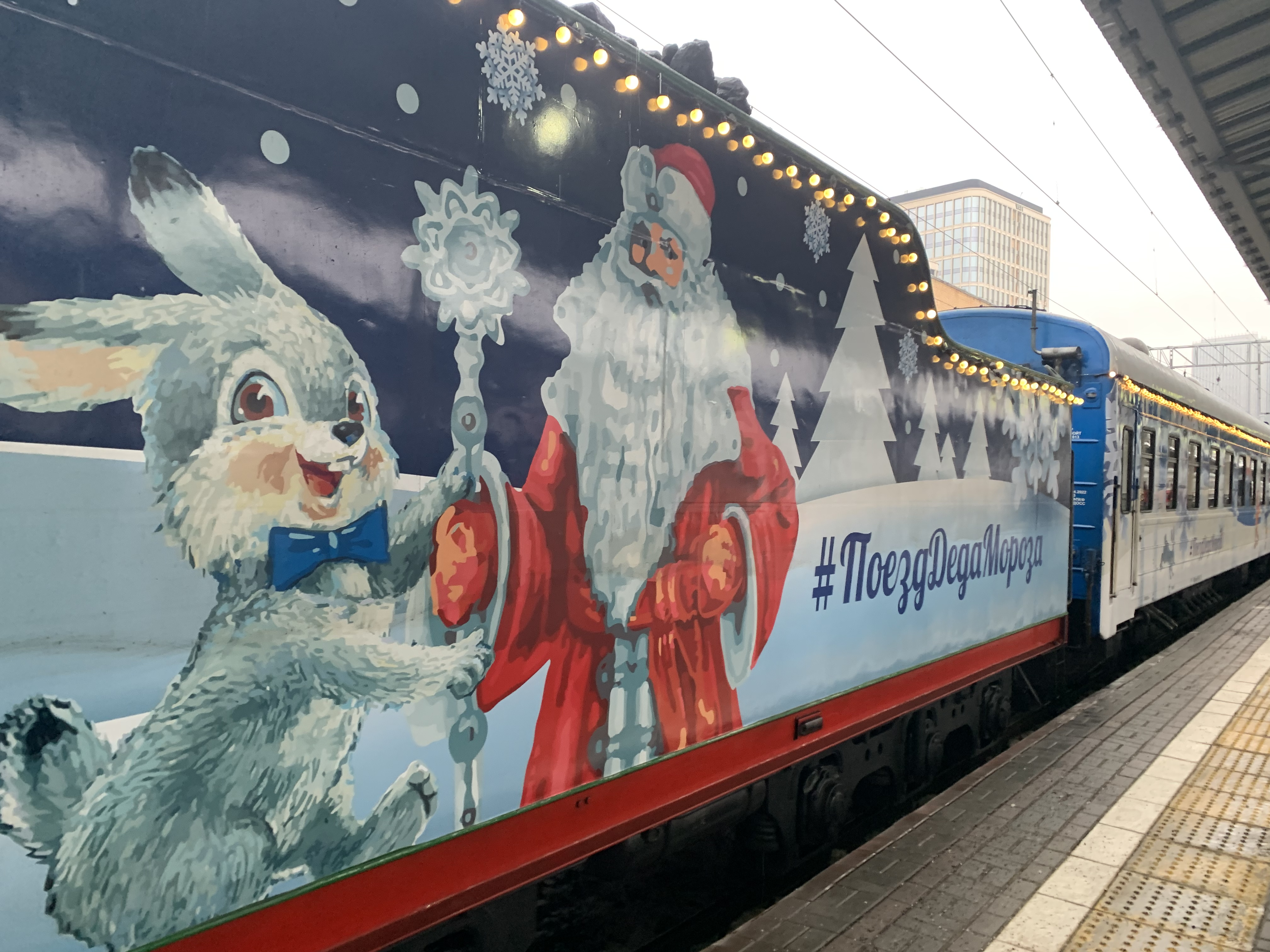
Поезд Деда Мороза в декабре 2022
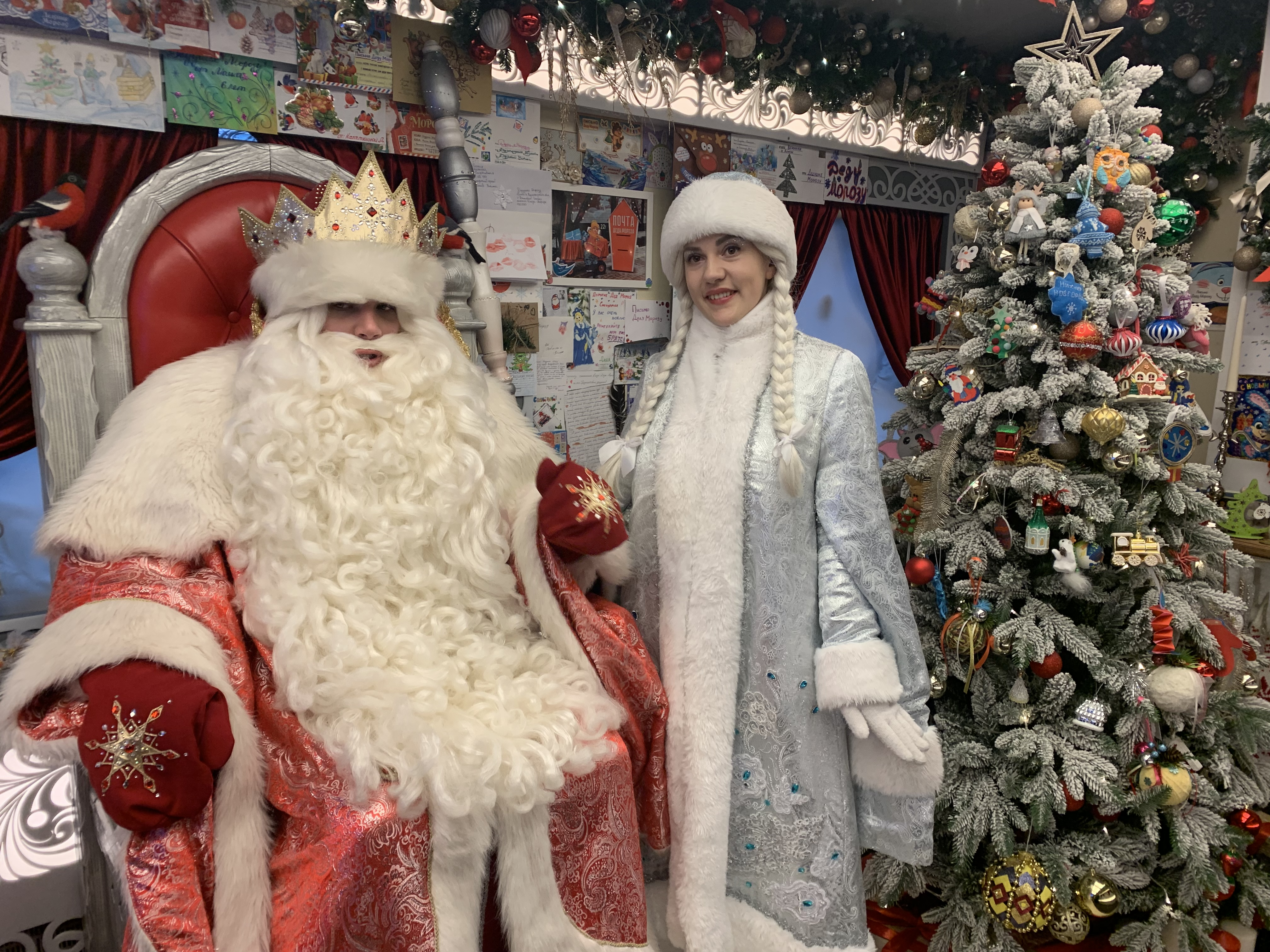
Передвижная резиденция Деда Мороза и Снегурочки
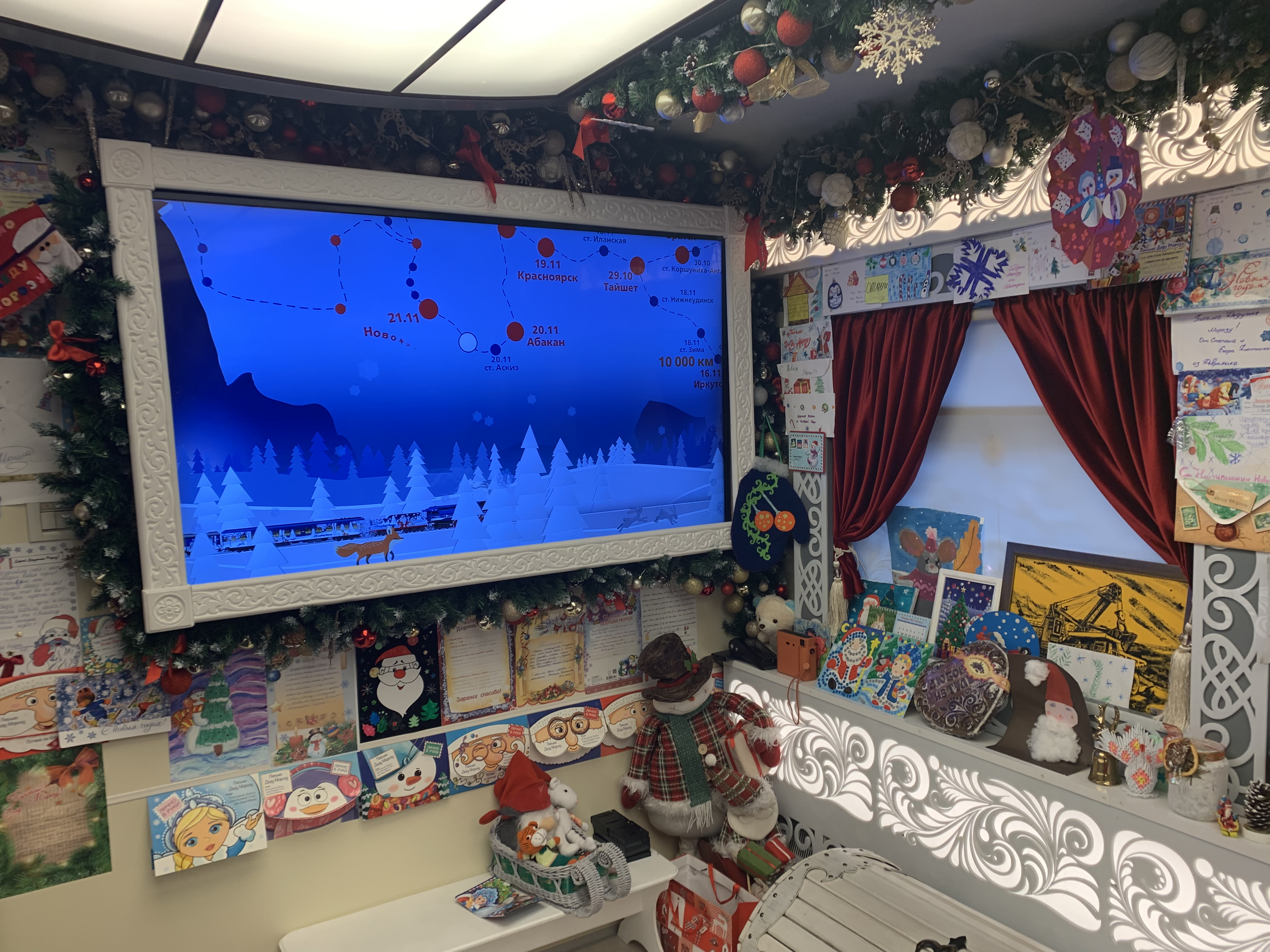
Дисплей с маршрутом поезда
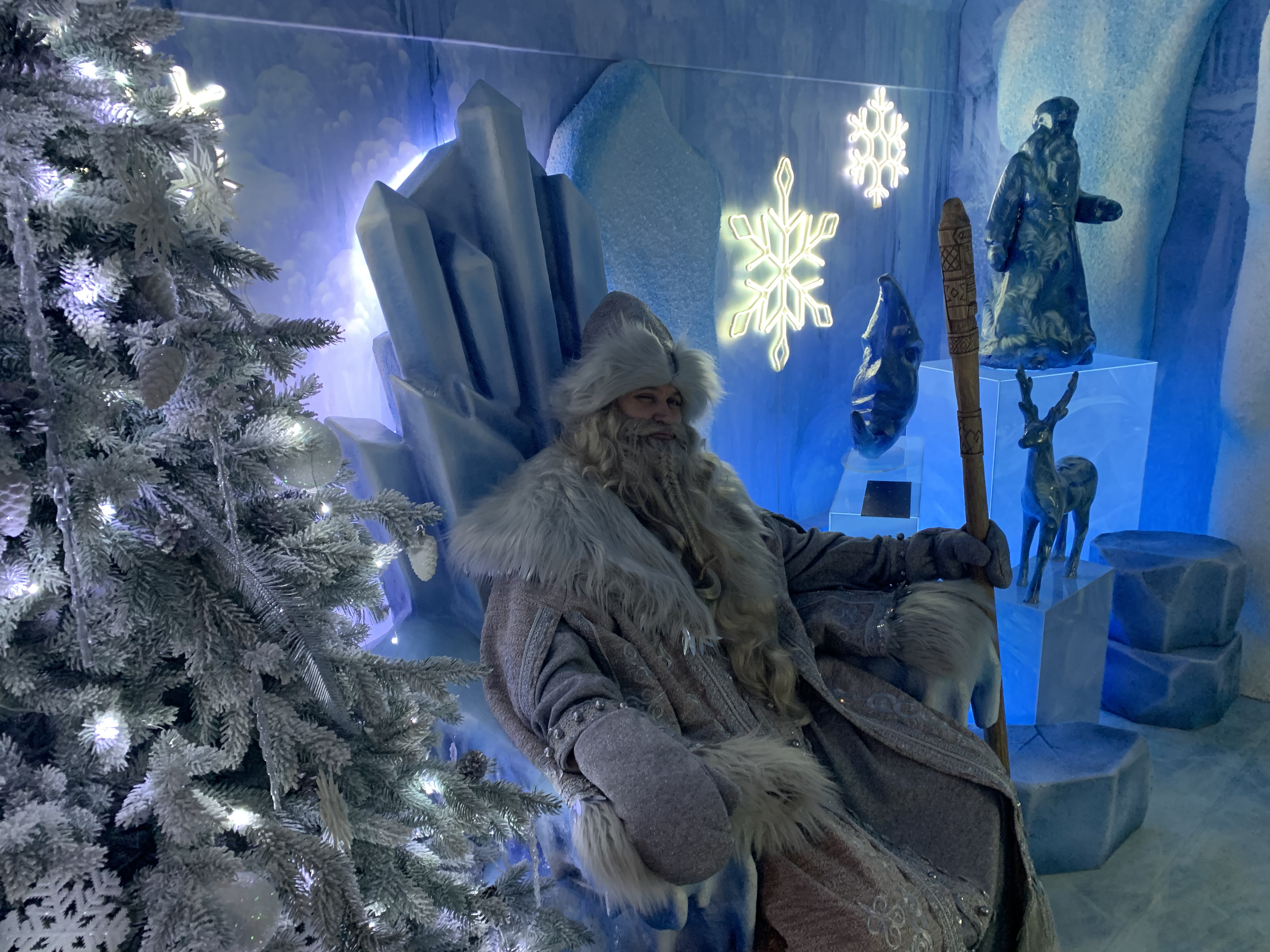
Дед Трескун в вагоне поезда
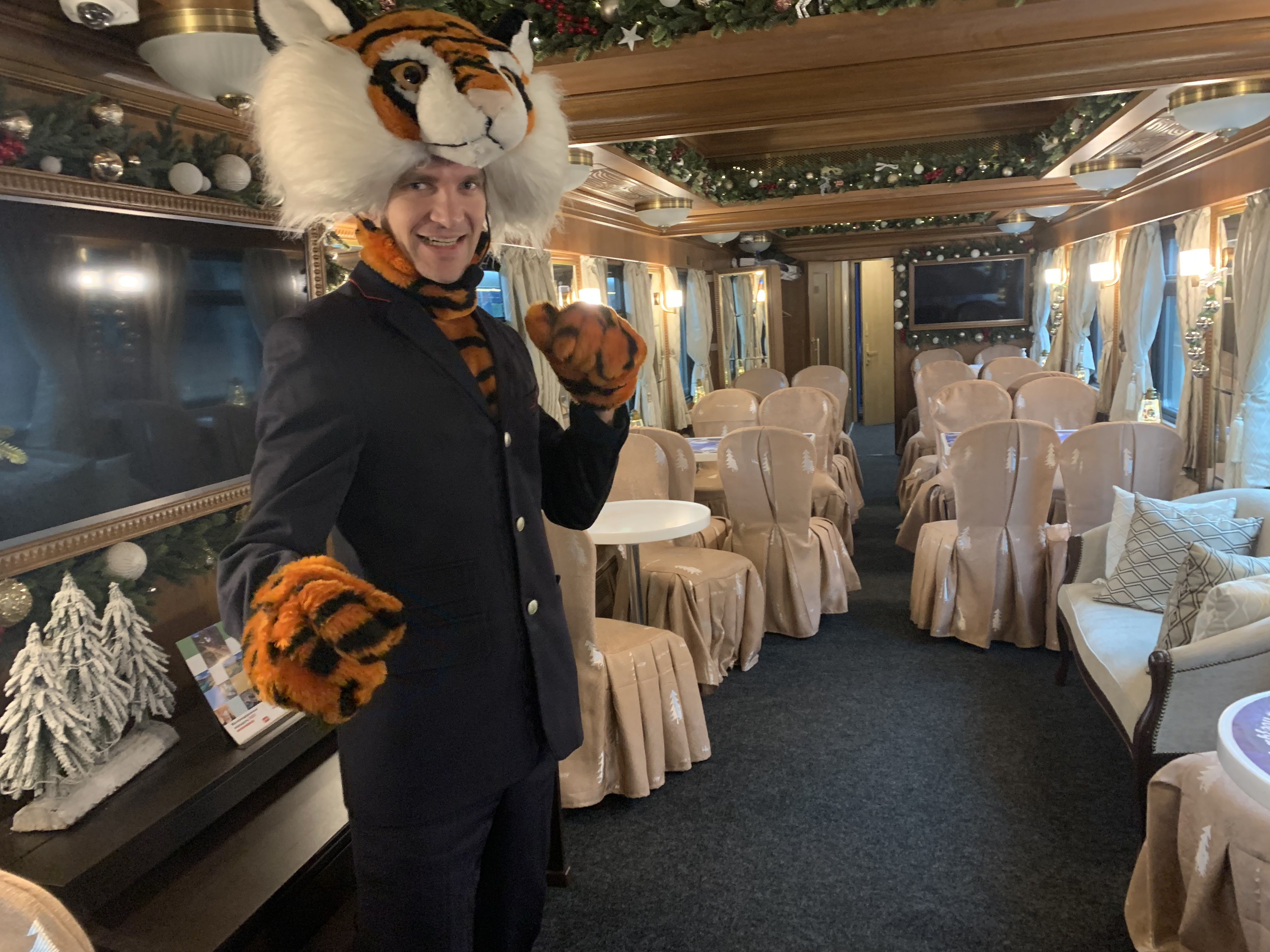
Вагон чаепития в Поезде Деда Мороза
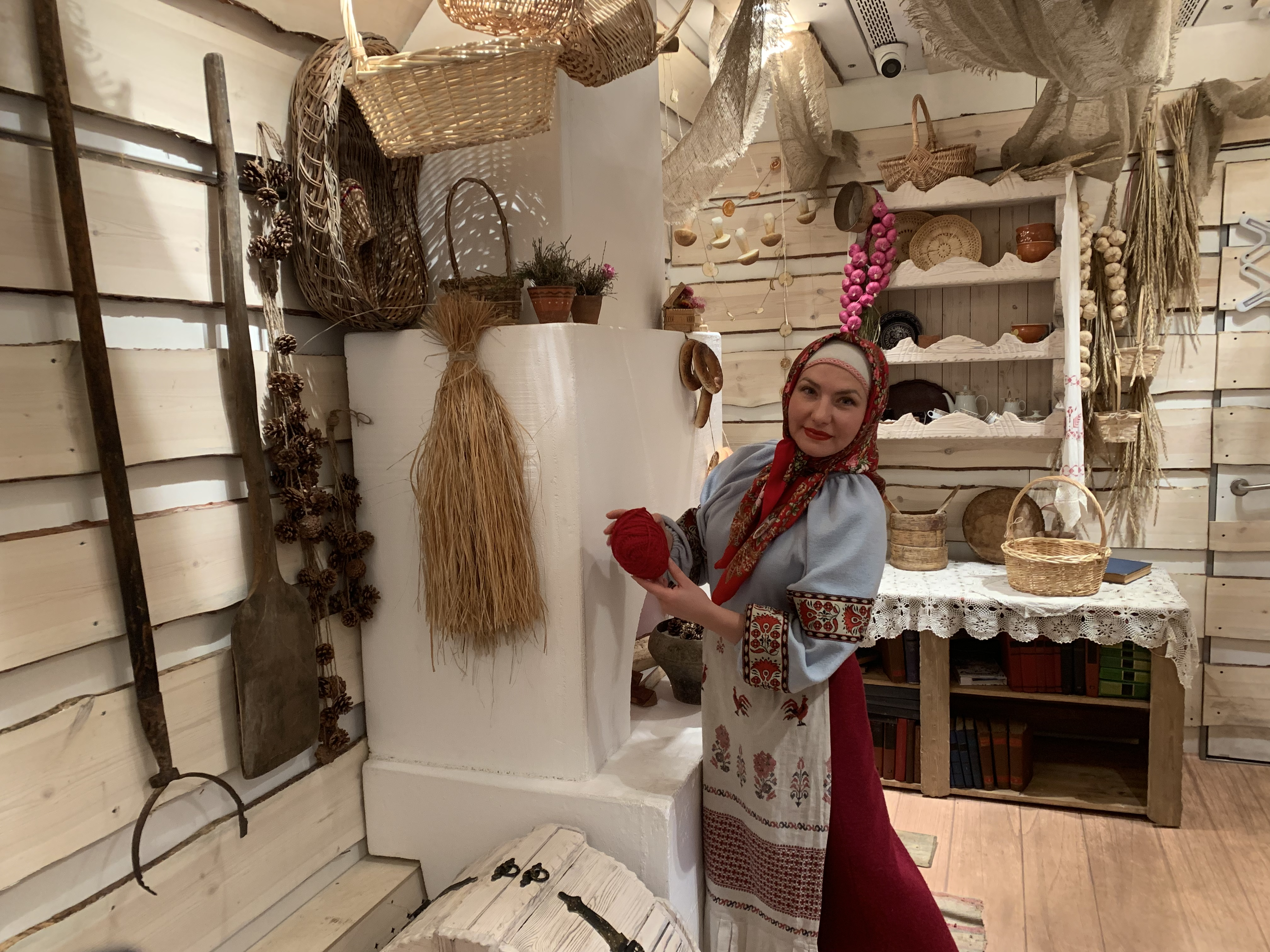
Изба бабушки Аушки в вагоне поезда